# 书信
書信，又稱書、啟、箋、牘、簡、札等。是人们以书写于纸张（或其他的文字記錄體）的文字、图像为内容的一种交流形式。在中国古代，也简称为“书”或「尺牘」等等，在例如司马迁给朋友任安的一封书信被称为《报任安书》。「尺牘」最早见于西汉典籍，司马迁的《史记·仓公列传》云：“缇萦通「尺牘」，父得以后宁。”古时书信称作尺牍，是因为当时书信所用竹简或绢帛长约一尺，故有此说。

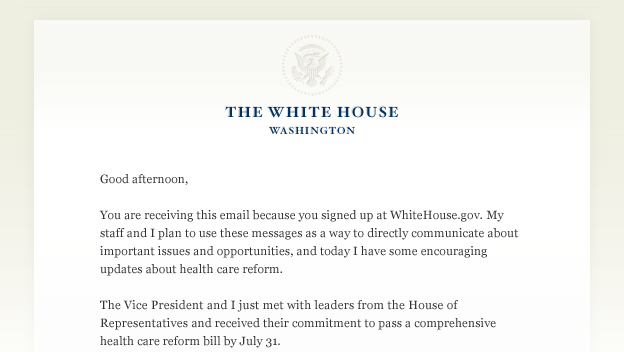
美國白宮書信

因为它使得“说”和“听”可以不在同时、同地进行。中國南朝有谚云：“尺牍书疏，千里面目也。”这也同时意味着，书信从发信人到收信人可能需要一个投递的过程，才能实现这一异时、异地的“听”“说”交流。在现代，绝大部分的信件是通过邮局投递、寄送的。而在邮局出现之前，信件大多由私人传递和送达，承担这项任务的人在中国古代被称为「信使」、「信差」。

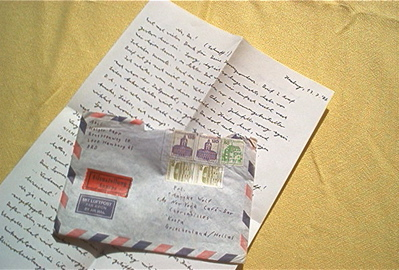
私人信件。

书信由笺文和封文两部分所构成。笺文即写在信笺上的文字，也就是寄信人对收信人的招呼、问候、对话、祝颂等等。笺文是书信内容的主体，书信的繁简、俗雅及至其他方面的风格特征，几乎都由内容主体决定。封文即写在信封上的文字，也就是收信人的地址、姓名和寄信人的地址、姓名等等。封文是写给邮递人员看的，使邮递人员知道信从哪里来，寄往哪里去；万一投递找不到收信人，还能将信退给寄信人。完整的书信应该是笺文封文俱全，并且将笺文装入写好封文的信封内，然后将口封好付寄的。
信封是现代书信的必要组成部分之一，一般起着保护书信本身和说明投递地址和收信人的作用。在中国古代，人们使用过鲤鱼形状的木盒作“信封”，古诗十九首之一《饮马长城窟行》里写道：“客从远方来，遗我双鲤鱼。呼兒烹鲤鱼，中有尺素书。”因而后来书信也被称为“鱼书”，晏殊的一首宋詩寫到：“魚書欲寄何由達，水遠山長處處同。”

## 古時對書信的稱呼
- 尺素
- 尺書
- 尺翰
- 尺牘
- 書牘
- 書函
- 書簡
- 書札
- 雙鯉魚
- 笺
- 牋
- 雁書

## 主要結構

### 前文
- 稱謂
- 提稱語
  - 上接稱謂語，下接冒號，用來請收件人閱讀信件之詞，與稱謂配合使用。
    - 祖父母\父母 - 膝下、膝前
    - 長輩 - 鈞鑒、尊鑒、尊前
    - 平輩 - 台鑒、大鑒、足下、左右、惠鑒
    - 晚輩 - 如唔、如握
    - 子姪輩 - 知之、知悉
    - 結婚用 - 吉席、喜席
    - 弔唁用 - 笘次、禮席、禮鑒
    - 官員之間 - 閣下、執事、左右
- 啟事敬辭
  - 陳述事情前所用的發語詞。
    - 尊親 - 敬稟者、叩稟者
    - 親友長輩\師長 - 敬啟者、敬陳者
    - 平輩 - 茲啟者、啟者
    - 晚輩 - 茲覆者、茲覆如左
    - 回信 - 敬覆者
    - 求助 - 敬託者
- 開頭應酬語
  - 述說正事前的客套話，需力求自然，避免陳腔濫調。表達互相知曉、關心或者顯示一種關係（通常密切）或是社會地位的交流方式，好比談話時的寒暄。

### 正文
正文，主要目的是説明這篇文章的中心思想。

### 後文
- 結尾應酬語
  - 正文結束時的客套話，用來避免突然收結產生的尷尬，通常會用來表達祝福、保重。
- 問候語
- 自稱
- 署名
- 末啟詞
- 時間詞

## 外部連結
- 维基词典中的词条「letter」
- handwrittenletters.com （页面存档备份，存于）
- Letters as historical sources. （页面存档备份，存于）
- The First English Family Letters （页面存档备份，存于） at History Today.